# Ben Bradshaw
Benjamin Peter James "Ben" Bradshaw, född 30 augusti 1960 i Westminster i London, är en brittisk politiker (Labour). Han är ledamot av underhuset för Exeter sedan 1997.
Bradshaw var kultur-, medie- och sportminister från juni 2009 till maj 2010.
Han var understatssekreterare (Under Secretary of State) vid miljödepartementet (Department for Environment, Food and Rural Affairs) 2003–2006, då han blev biträdande minister (Minister of State) vid samma departement. Mellan juni 2007 och juni 2009 var han biträdande minister i hälsodepartementet.
Han var en av de första homosexuella parlamentsledamöterna som var öppen om sin sexualitet då han invaldes. Hans konservative motståndare, Adrian Rogers, var en förespråkare för "familjevärden" som gjorde sexualiteten till en valfråga 1997.
Bradshaw har tidigare arbetat som journalist.